# هیستامینرژیک
واژه هیستامینرژیک (انگلیسی: Histaminergic) به معنای «کار بر روی سیستم هیستامین» و هیستامینیک به معنای «مربوط به هیستامین» است.
یک عامل هیستامینرژیک (یا دارو) یک ماده شیمیایی است که به طور مستقیم سیستم هیستامین را در بدن یا مغز تعدیل می‌کند. مثال‌ها شامل آگونیست‌های گیرنده هیستامین و آنتاگونیست‌های گیرنده هیستامین (یا آنتی‌هیستامین‌ها) است. بخش‌های فرعی آنتاگونیست‌های هیستامین شامل آنتاگونیست‌های گیرنده H1، آنتاگونیست‌های گیرنده H2 و آنتاگونیست‌های گیرنده H3 هستند.